# Myrcia kylistophylla
Myrcia kylistophylla är en myrtenväxtart som beskrevs av Bruce K. Holst. Myrcia kylistophylla ingår i släktet Myrcia och familjen myrtenväxter. Inga underarter finns listade i Catalogue of Life.